# بامبوی نواری
بامبوی نواری (نام علمی: Dracaena sanderiana) از گیاهان بوته‌ای با ساقه باریک و انعطاف‌پذیر است که در کف جنگ‌های بارانی رشد می‌کند.
این گیاه، بومی کشور کامرون در مناطق گرمسیر غرب آفریقا است.
درازای این گیاه بوته‌ای به یک‌ونیم متر می‌رسد. طول برگ‌های آن ۱۵ تا ۲۵ سانتی‌متر و قطر آن یک‌ونیم تا ۴ سانتی‌متر است.
این گیاه با خیزران که بومی آسیا است ارتباطی ندارد و معمولاً در قطعات کوچک و در آب قلمه زنی می‌شود.
این گیاه با شرایط درون خانه سازگار بوده، نور غیر مستقیم برای آن بهتر از نور مستقیم است؛ چون نور مستقیم باعث زرد شدن و سوختن برگ‌ها می‌شود.
اگرچه این گیاه در خاک بهتر رشد می‌کند ولی معمولاً در حالی که ریشه‌های آن در آب است فروخته می‌شود.
آب این گیاه باید هر دو هفته یک بار عوض شود.
بهتر است آب بطری، آب شهری با فلوئور کم یا آب آکواریوم تصفیه شده باشد.
نور غیر مستقیم و دمای ۱۵ تا ۲۵ درجه سانتی‌گراد برای این گیاه بهتر است.
رنگ برگ‌ها می‌تواند در اثر نور زیاد، آب کلر دار یا فلوئور دار یا شور به زرد یا قهوه‌ای تغییر کند. می‌توان آب شهری را یک روز در ظرف جداگانه نگه داشت و بعد آب گلدان را عوض کرد.
با استفاده از نیروی جاذبه زمین و جهت نور می‌توان حالت پیچشی به گیاه داد. این کار با شکیبایی قابل انجام است.
اغلب، این گیاه در فروشگاه‌ها به عنوان گیاه آکواریومی فروخته می‌شود؛ در این شرایط پس از چند ماه گیاه می‌پوسد مگر این که جوانه‌های آن از سطح آب خارج شوند.

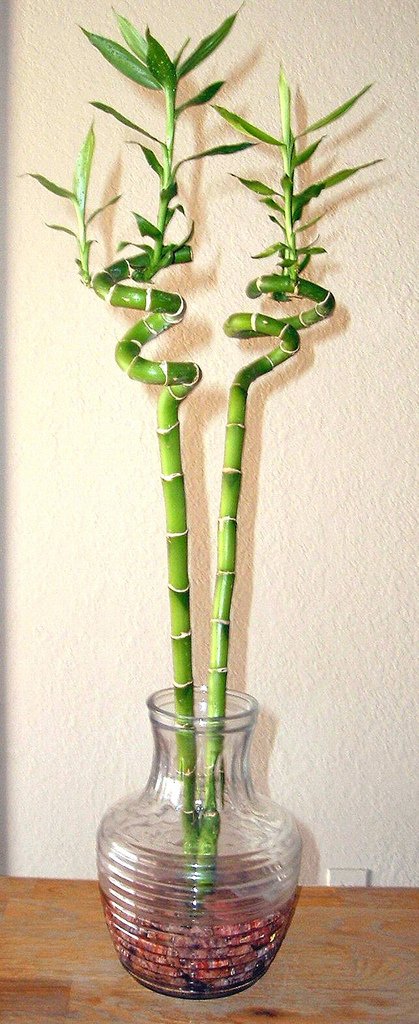
بامبوی نواری خانگی پیچشی

## نگارخانه

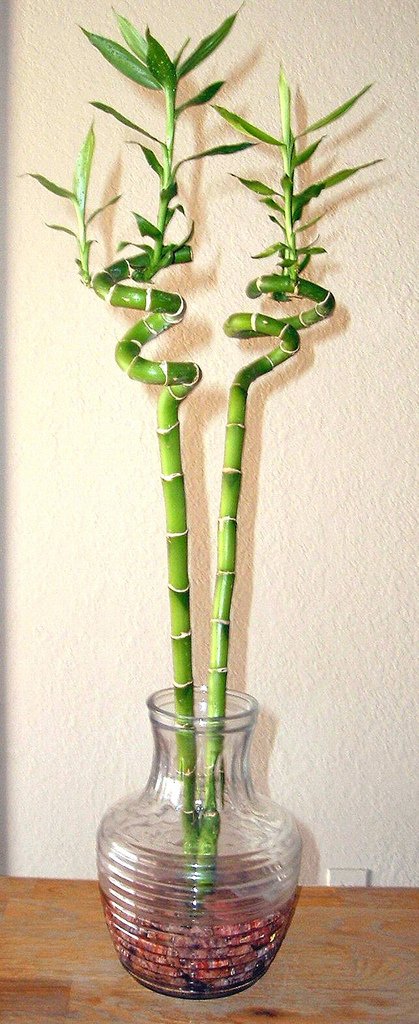